# 龍捲風洋芋片
龍捲風洋芋片（韓語：회오리 감자），又稱「旋轉薯塔」，是流行於韓國的街頭小吃，由Agricultural Hoeori Inc.的鄭恩淑所研發。 將馬鈴薯以螺旋方式切片串起並油炸，再以洋蔥、起司及奶酪等佐料調味。有時，會在洋芋片中間放入香腸增添口感。

## 畫廊

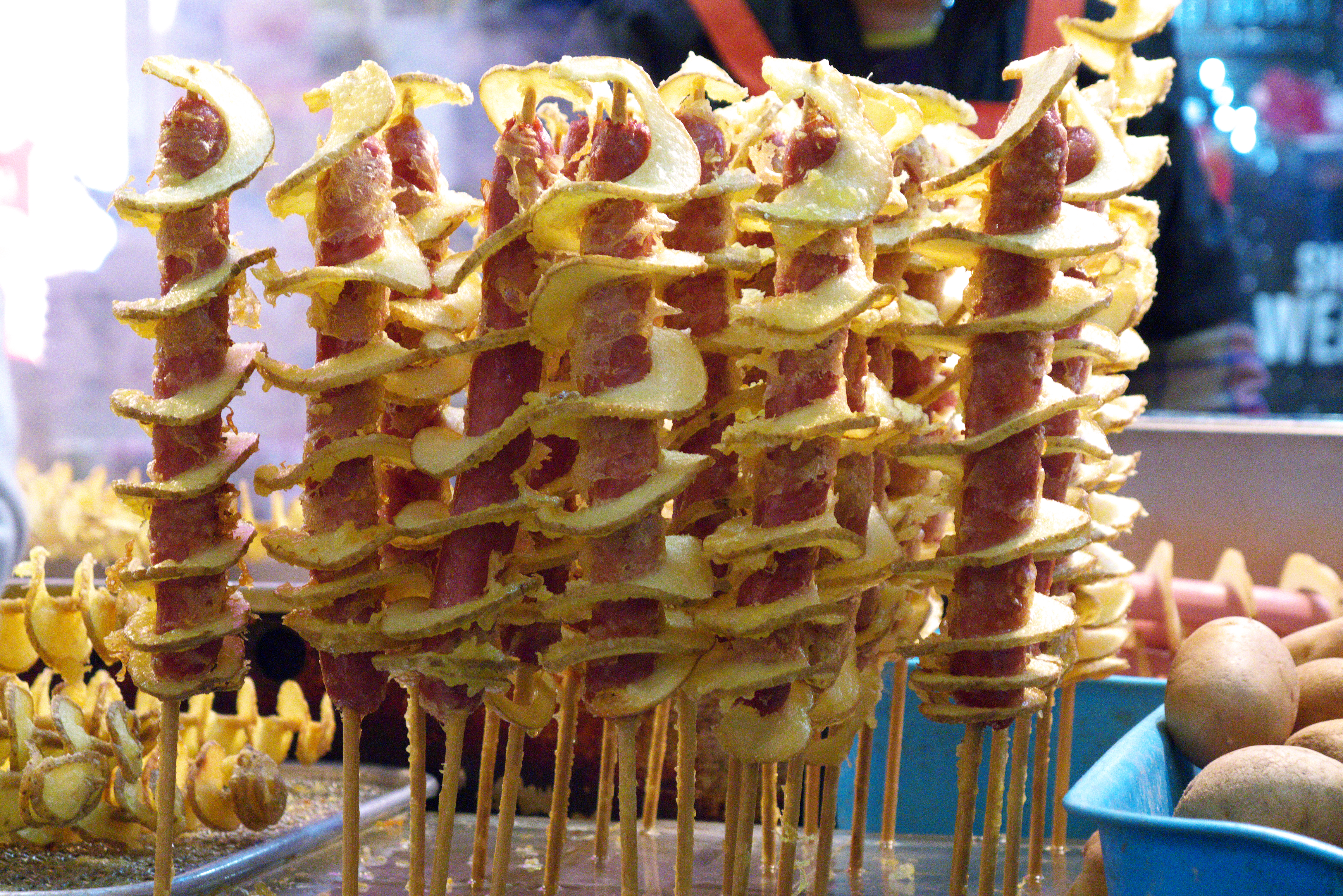
於首爾，一盤與香腸一同串起販賣的龍捲風洋芋片
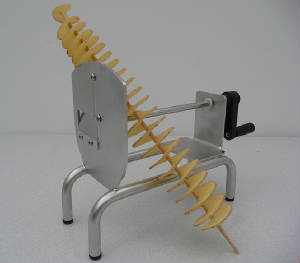
削製龍捲風洋芋片的機器